# جامعة آيسلندا للفنون
جامعة آيسلندا للفنون (بالآيسلندية: Listaháskóli Íslands)‏ هي مؤسسة أيسلندية للتعليم العالي للفنون، وتقع في ريكيافيك، وتقدم الشهادات الجامعية الوحيدة في الفنون في أيسلندا. تأسست المؤسسة في 21 سبتمبر 1998 من خلال دمج مدرسة آيسلندا للدراما ومدرسة ريكيافيك للفنون، وبدأت الصفوف في خريف 1999.

## التعليم
وفقًا لمعايير مشروع بولونيا، تقدم جامعة آيسلندا للفنون برامج درجة البكالوريوس (3 سنوات ، 180 نقطة دراسية حسب نظام ECTS، بكالوريوس الفنون الجميلة)، وبرامج درجة الماجستير (سنتان، 120 ساعة معتمدة من نظام ECTS، ماجستير في الفنون الجميلة).
هناك سبعة برامج دراسية متاحة في جامعة آيسلندا للفنون:
- العمارة
- التربية الفنية
- التصميم
- الأفلام
- الفن الراقي
- الموسيقى
- الفنون التمثيلية